# Guatteria sodiroi
Guatteria sodiroi är en kirimojaväxtart som beskrevs av Friedrich Ludwig Diels. Guatteria sodiroi ingår i släktet Guatteria och familjen kirimojaväxter. IUCN kategoriserar arten globalt som akut hotad. Inga underarter finns listade i Catalogue of Life.